# Edvard Linna
Edvard Ferdinand Linna (Mikkeli, Savònia del Sud, 26 d'agost de 1886 – Hèlsinki, 30 de destembre de 1974) va ser un gimnasta finlandès que va competir durant els primers anys del segle xx.
El 1908 va prendre part en els Jocs Olímpics de Londres, on va guanyar la medalla de bronze en la prova del concurs complet per equips.